# Zaagblad (plant)
Zaagblad (Serratula tinctoria) is een vaste plant, die behoort tot de composietenfamilie (Asteraceae). 
De plant komt van nature voor in Eurazië. Zaagblad is zeer zeldzaam in België en staat op de Vlaamse Rode Lijst. In Nederland staat Zaagblad op de Rode Lijst als uit Nederland verdwenen. In 1977 is de plant voor het laatst in Nederland waargenomen.

## Beschrijving
De plant wordt 30-80(90) cm hoog en heeft een korte, dikke wortelstok. De bladeren hebben een scherp gezaagde bladrand. De onderste bladeren zijn ongedeeld en eirond tot lancetvormig. De hogere bladeren zijn geveerd en ongesteeld. Zaagblad is een zeer variabele soort wat de bladinsnijding betreft; soms zijn de bladen zelfs niet ingesneden.
Zaagblad bloeit van juli tot september met lichtpaarse bloemen. De 15-20 mm grote hoofdjes hebben een vlakke bloembodem, waarop lange, haarachtige schubben zitten. De buitenste omwindselblaadjes hebben een stekelpunt. De hoofdjes zitten in schermvormige trossen.
De vrucht is een 5 mm groot nootje met een pappus.

## Habitat
De plant komt voor langs bosranden op vrij natte, matig voedselrijke, lemige grond.

## Gebruik
Uit de bladeren werd vroeger de gele verfstof serratuline gewonnen. De wetenschappelijke naam (S. tinctoria) verwijst daar naar.

## Namen in andere talen
De namen in andere talen kunnen vaak eenvoudig worden opgezocht met de interwiki-links.
- Duits: Färber-Scharte
- Engels: Saw-wort
- Frans: Sératule des teinturiers